# Ribeira, Spanien
Ribeira är en ort i Spanien.   Den ligger i provinsen Provincia da Coruña och regionen Galicien, i den nordvästra delen av landet, 500 km nordväst om huvudstaden Madrid. Ribeira ligger 64 meter över havet och antalet invånare är 27 518.
Terrängen runt Ribeira är huvudsakligen kuperad, men åt nordväst är den platt. Ribeira ligger nere i en dal. Runt Ribeira är det ganska glesbefolkat, med 28 invånare per kvadratkilometer. Närmaste större samhälle är Santiago de Compostela, 17,1 km nordväst om Ribeira. Omgivningarna runt Ribeira är en mosaik av jordbruksmark och naturlig växtlighet.